# Helenium glaucum
Helenium glaucum là một loài thực vật có hoa trong họ Cúc. Loài này được (Cav.) Stuntz mô tả khoa học đầu tiên năm 1914.